# Еидетичка меморија
Еидетичка меморија (/aɪˈdɛtɪk/ ), позната и као фотографско памћење и тотално сећање, је способност да се слика из сећања призове са високом прецизношћу - барем на кратак временски период - након што се види само једном и без коришћења мнемотичног уређаја.
Иако се термини еидетичко памћење и фотографско памћење популарно користе наизменично, они се такође разликују, при чему се еидетичко памћење односи на способност да се објекат види неколико минута након што више није присутан, а фотографско памћење се односи на способност присјећања страница текст или бројеви, или слично, са великим детаљима. Када се разликују концепти, наводи се да се еидетичко памћење јавља код малог броја деце и генерално се не налази код одраслих, док право фотографско памћење никада није доказано.
Реч едеичко потиче из грчке речи εἶδος "видљива форма".

## Еидетичка и фотографичка
Термини еидетичко памћење и фотографско памћење се обично користе наизменично, али се такође разликују. Научница Анет Кујавски Тејлор је изјавила: "У еидетичком памћењу, особа има скоро веран снимак менталне слике или фотографију догађаја у свом сећању. Међутим, еидетичко памћење није ограничено на визуелне аспекте памћења и укључује слушна сећања, као и различита сензорна аспекте у низу стимулуса повезаних са визуелном сликом." Аутор Ендрју Хадмон је прокоментарисао: „Примери људи са памћењем сличним фотографији су ретки. Еидетичке слике су способност да се слика памти са толико детаља, јасноће и прецизности да изгледа као да се слика још увек перципира. није савршена, јер је подложна изобличењима и додацима (попут епизодног памћења), а вокализација омета памћење."
„Еидетичари“, како се зову они који поседују ову способност, извештавају о живописној накнадној слици која се задржава у видном пољу са њиховим очима као да скенирају слику како је описана. За разлику од уобичајених менталних слика, еидетичке слике се пројектују споља, доживљавају као „тамо напољу“, а не у уму. Живост и стабилност слике почињу да бледе у року од неколико минута након уклањања визуелног стимулуса. Лилиенфелд је рекао: „Људи са еидетичким памћењем могу наводно да држе визуелну слику у свом уму са таквом јасноћом да је могу описати савршено или скоро савршено..., баш као што можемо да опишемо детаље слике непосредно пред нама са скоро савршеном тачност“.
Насупрот томе, фотографско памћење се може дефинисати као способност присећања страница текста, бројева или сличног, са великим детаљима, без визуелизације која долази са еидетичком меморијом. Може се описати као способност да се накратко погледа страница са информацијама, а затим је савршено изрецитује из сећања. Никада није доказано да постоји ова врста способности.

## Преваленција
Еидетско памћење се обично налази само код мале деце, јер га практично нема код одраслих. Хадмон је изјавио: „Деца поседују далеко више капацитета за еидетичке слике од одраслих, што сугерише да развојна промена (као што је стицање језичких вештина) може пореметити потенцијал за еидетичке слике. Еидетичко памћење је пронађено код 2 до 10 процената деце узраста од 6 до 12 година. Претпоставља се да усвајање језика и вербалне вештине омогућавају старијој деци да размишљају апстрактније и да се тако мање ослањају на системе визуелног памћења. Опсежна истраживања нису успела да покажу доследне корелације између присуства еидетичких слика и било које когнитивне, интелектуалне, неуролошке или емоционалне мере.
Неколико одраслих особа има феноменална сећања (не обавезно на слике), али њихове способности такође нису повезане са нивоом њихове интелигенције и обично су високо специјализоване. У екстремним случајевима, попут оних код Соломона Шерешевског и Ким Пика, вештине памћења наводно могу да ометају друштвене вештине. Шерешевски је био обучени мнемоничар, а не еидетички памћење, и не постоје студије које потврђују да ли је Ким Пик имала истинско еидетичко памћење.
Према Херману Голдстину, математичар Џон фон Нојман је био у стању да из сећања призове сваку књигу коју је икада прочитао.

## Скептицизам
Скептицизам у погледу постојања еидетичког памћења подгрејао је око 1970. Чарлс Стромајер, који је проучавао своју будућу жену Елизабету, која је тврдила да може да се сети поезије написане на страном језику који није разумела годинама након што је први пут видела песму. Такође је наизглед могла да се сети насумичних тачака са таквом верношћу да комбинује два узорка из сећања у стереоскопску слику. Она је и даље једина документована особа која је прошла такав тест. Међутим, методе које се користе у поступцима тестирања могу се сматрати упитним (посебно имајући у виду изузетну природу тврдњи које се износе), као и чињеница да се истраживач оженио својим субјектом. Поред тога, чињеница да тестови никада нису поновљени (Елизабет је доследно одбијала да их понови) изазива додатну забринутост за новинара Џошуу Фоера који је истраживао случај у чланку из 2006. у часопису Слејт, концентришући се на случајеве несвесног плагијата, тврди да, од људи који су ригорозно научно тестирани, нико ко тврди да има дуготрајно еидетичко памћење није доказао ову способност.